# Kohlenkorb
Der Kohlenkorb, gefüllt aber nicht gehäuft, war ein Schweizer Volumenmass für die Holzkohle. Den Kohlenkorb gab es nur in den Kantonen Zürich und Zug und das Mass konnte in vier Viertel geteilt werden.
- 1 Kohlenkorb (alt) = 13,75 Schweizer Kubikfuss = 0,376392 Kubikmeter[2]
- 1 Kohlenmalter = 2 Kohlenkörbe = 27,5 Kubikfuss = 0,752784 Kubikmeter
- 1 Kohlenkorb (neu) = 12 Schweizer Kubikfuss = 9,45233 Pariser Kubikfuss = 324 Liter
- 1 alter Korb = 1,161705 neuer Korb[3]
- 1 neuer Korb = 0,860804 alter Korb[2]